# Distraction (Kehlani)
Distraction è un singolo della cantante statunitense Kehlani, pubblicato il 22 luglio 2016 come secondo estratto dal primo album in studio SweetSexySavage.

## Tracce
1. Distraction – 3:55 (Kehlani Parrish, Andrew Wansel, Warren Felder, Daniel Klein, Matthew Campfield)

## Classifiche
| Classifica (2016) | Posizione massima |
| ----------------- | ----------------- |
| Stati Uniti       | 85                |